# Tomasz Cierzniak
Tomasz Cierzniak (ur. 5 września 1961 w Szamocinie, zm. 16 grudnia 2006) – polski entomolog specjalizujący się w apidologii.
Urodził się w Szamocinie, wychowywał w niedalekim Margoninie, a liceum ogólnokształcące ukończył w Chodzieży. W latach 1981–1985 studiował na Wydziale Biologii i Nauk o Ziemi Uniwersytetu im. Adama Mickiewicza w Poznaniu. Na podstawie pracy poświęconej ptakom wodno-błotnym doliny Warty uzyskał w 1985 tytuł magistra biologii ze specjalnością środowiskową. Od 8 lutego 1985 do 31 sierpnia 1990 pracował w Zakładzie Biologii Rolnej i Leśnej PAN w Poznaniu. Początkowo zajmował się hydrobiologią, ale od powrotu w 1986 ze służby wojskowej zajmował się ekologią pszczół. We wrześniu 1990 podjął pracę w Katedrze Biologii i Ochrony Środowiska Wyższej Szkoły Pedagogicznej w Bydgoszczy. W 1992 doktoryzował się na Wydziale Biologii UAM dzięki pracy, badającej związek zróżnicowania krajobrazu rolniczego i zgrupowań występujących w nim pszczół. Od 1996 był kierownikiem Zakładu Ekologii, a od 1998 jednocześnie zastępcą dyrektora Instytutu Biologii i Ochrony Środowiska UKW w Bydgoszczy. W 2003, na podstawie pracy o ekologii pszczół grądów, uzyskał na Wydziale Biologii UAM roku stopień doktora habilitowanego. W 2004 został tam mianowany profesorem nadzwyczajnymUniwersytetu Kazimierza Wielkiego w Bydgoszczy.
Cierzniak skupiał się w swych badaniach na ekologii, a w późniejszym czasie taksonomii i ochronie pszczół. Jest autorem 68 publikacji, w tym ponad 40 oryginalnych prac naukowych. Jest współautorem monografii smuklikowatych i pszczolinkowatych oraz kluczy do oznaczania polskich smuklikowatych i miesierkowatych. Brał udział w 55 konferencjach naukowych, wygłaszając na nich 24 referaty. Od 2005 był sekretarzem, a od 2006 zastępcą redaktora naczelnego Polskiego Pisma Entomologicznego. W bydgoskiej uczelni prowadził ćwiczenia z zoologii ogólnej, zoologii bezkręgowców, zoologii kręgowców, biocenologii, ekologii krajobrazu oraz zajęcia z podstaw ekologii dla studentów kierunków niebiologicznych. Był promotorem kilkudziesięciu prac licencjackich.